# 義大利醬
義大利醬（Italian dressing）是一種美式沙拉醬，通常以水、醋、檸檬汁、植物油、碎青椒、糖、玉米糖漿、與各種香料製成。
但是在義大利並不使用義大利醬，義大利人吃沙拉時通常是直接使用餐桌上的橄欖油、醋、檸檬汁、鹽、香醋調味，而非預先調製好醬料。義大利醬通常也用作醃製肉、蔬菜、油炸食物與作為三明治的醬汁。